# Rapanea dasyphylla
Rapanea dasyphylla là một loài thực vật có hoa trong họ Anh thảo. Loài này được (Stapf) Mez miêu tả khoa học đầu tiên năm 1902.